# José Nava Segura
José Nava Segura (19 de marzo de 1926 en la Ciudad de México – ibídem 19 de octubre de 1998) fue un profesor médico, neurólogo, filósofo e internista Mexicano.

## Biografía

### Infancia
José Nava Segura nació el 19 de marzo de 1926 en la Ciudad de México y falleció el 19 de octubre de 1998 en el Hospital General del mismo lugar.
Su madre la Sra. Luisa Segura Medina originaria de la Ciudad de México  nació a un lado de la escuela de las Vizcaínas, donde más tarde realizaría sus estudios básicos. Su padre el Sr. Genaro Nava Cañas, también originario de la Ciudad de México realizó estudios para el sacerdocio los cuales no pudo concluir. De oficio Sastre abrió una sastrería en la Colonia de San Rafael, los hijos de ese matrimonio fueron: Amparo, Luz, José, Alicia, Guadalupe, Carmela, e Ignacio. 
José fue el tercero de siete hijos y nació en la colonia San Rafael, en las calles de Guillermo Prieto y Gabino Barreda.

### Estudios
Hizo sus estudios de Primaria en la escuela de Jesuitas San Ignacio de Loyola, próxima a su domicilio, y a los 12 años cursó la Iniciación Universitaria en la Preparatoria N.º 2 en Lic. Verdad, y continuó su Bachillerato en la Preparatoria N.º 1.
Al terminar sus estudios de bachiller obtuvo la medalla por mérito académico ‘Gabino Barreda’ e ingresó a la Escuela de Medicina de la UNAM en 1944. 
Antes de graduarse de Médico Cirujano, inició su carrera como profesor de Anatomía Humana, en la propia Escuela de Medicina. Pero luego dejó las aulas de la Universidad para dar clases privadas en un espacio que alquilaba en Belisario Domínguez N.º 64 Despacho 203.
En 1954, se integró un grupo de sus alumnos que seguiría asistiendo cotidianamente a sus clases después concluir su primer año de la carrera, por lo que él decidió preparar los temas de las asignaturas más difíciles de la carrera de medicina, para satisfacer las necesidades de sus alumnos que continuaban sus estudios profesionales, realizando esta actividad Hasta el final de su vida.
Magnífico estudiante autodidacta, se hizo primero Médico Cirujano, luego Neurólogo y después un Internista excepcional.

### Vida profesional
Fue un profesor médico, neurólogo, filósofo e internista. Mejor conocido en los medios académicos y hospitalarios, de la Ciudad de México. Fue magnífico profesor de Anatomía en donde introdujo innovadoras fórmulas mnemotécnicas, que facilitaron la formación de nuevos profesores en distintas disciplinas médicas: anatomía, fisiología, bioquímica, endocrinología, neurología, psicología, neuropsiquiatría y medicina interna.

## Legado
En el campo de la neurología; con algunos de sus alumnos desarrolló las ideas que dieron nacimiento a cuatro textos de neurología: Neuroanatomía Funcional,  Síndromes Neurológicos, La Neurología Clínica y su obra magna, El Lenguaje y las Funciones Cerebrales Superiores. En esta obra conjuntó sus saberes científicos, filosóficos y humanos para acercarse a lo que podría llamarse  una forma de antropología filosófica’. En ella aparecen girones de su vida, y el estudio que hace de El Lenguaje es exhaustivo y profundo.

### Método de exploración neurológica
I.	El Estudio de los Pares Craneales.

II.	El Estudio de la Sensibilidad Somática General.

III.	El Estudio de la Motilidad Voluntaria.

IV.	El Estudio de la Coordinación motora, la estación y la marcha.

V.	El Estudio del Trofismo, el control de los esfínteres, las funciones sexuales y la palpación fina de las arterias carótidas.

VI.	Las Funciones Cerebrales Superiores que se subdividen en 16 subcapítulos.

1. El Estado de Dormido y el Estado de Despierto.
2. El Estudio del Lenguaje: verbal, mímico, escrito y musical.
3. El Estudio del Cálculo Dígito.
4. El Estudio de Las Gnosias.
5. El Estudio de Las Praxias.
6. El Estudio del Esquema Corporal y del Sentimiento de Apropiación del Cuerpo.
7. El Estudio de La Percepción del Espacio Extracorporal.
8. El Estudio de La Atención: fásica y tónica.
9. El Estudio de La Memoria “a corto” y “a largo” plazo.
10. El Estudio de La Vida Afectiva y de Los Valores.
11. El Estudio del Pensamiento Lógico o Pensamiento Correcto
12. El Estudio de La Agresividad y La Pasividad.
13. El Estudio de La Voluntad.
14. El Estudio de La Conducta.
15. El Estudio de El Aprendizaje.
16. El Estudio de La Conciencia

### Investigación
En la década de los años 50, trabajando sobre el proceso de dormición y vigilia de manera experimental, en animales. En un laboratorio de Neurofisiología de Italia se descubrió que una sección transversal del tronco encéfalo por arriba de le emergencia del Trigémino determinaba un estado de vigilia permanente, y al modelo experimental se le llamó: animal Pontino-Pretrigeminal (Batini, C., Moruzzi, G., Palestini, M., Rossi, G. F., and Zanchetti, A. Effects of complete pontine transections on the sleepwakefulness rhythm: the midpontine pretrigeminal preparation. Archib. Ital. Biol.,1957, 97, 1-12.). Curiosamente pocos meses después el Maestro José Nava Segura detectó y diagnóstico un caso similar en un paciente del Pabellón de Neurología y Neurocirugía (Unidad 403) del H.G.M. y por ello sus discípulos propusieron que al cuadro clínico se le denominara, “Síndrome de Batini-Nava”. Diez años después Albino Bricolo del Departamento de Neurocirugía del Hospital de la Ciudad de Verona, Italia, publicó el caso de un paciente parkinsónico que presentó insomnio persistente después de ser sometido a una talamotomía bilateral (Albino Bricolo. Insomnia after bilateral thalamotomy in man. J. Neurol. Neulrosurg. Psychiat., 1967, 30, 154).

## Premios y reconocimientos
En el deporte destacó y ganó “Los Guantes de Oro” del boxeo Amateur. Como bachiller, obtuvo la Medalla Gabino Barreda y Mención Honorífica en su examen profesional.
Como profesor ganó la Titularidad en Examen de Oposición por la asignatura de Fisiología en la Escuela de Odontología de la UNAM.
También adquirió, por examen de oposición, la Jefatura del Servicio de Neurología en la Unidad 403 de Neurología y Neurocirgía del H.G.M. y su Jurado estuvo integrado por los Doctores: Julio Hermández Peniche, del Hospital Centro Médico la Raza, Francisco Rubio Donadieu, del Instituto Nacional de Neurología y Bruno Estañol Vidal Jefe del Departamento de Neurología del Centro Médico Nacional del IMSS.